# Арт-интервенция
Арт-интервенция  — форма перформанса, состоящая в публичном взаимодействии художника с ранее созданным предметом искусства или с иными готовыми объектами и пространствами. Её истоки берут начало в концептуальном искусстве. Арт-интервенция прочно ассоциируется с венским акционизмом, дадаизмом и неодадаизмом.
Несмотря на то, что арт-интервенция по самой своей природе несёт подрывной подтекст, она принята в качестве законной формы искусства и часто осуществляется с одобрения тех, в чьём владении находится тот предмет искусства или пространство, в которое совершается интервенция. Тем не менее, несанкционированные (то есть незаконные) арт-интервенции являются предметом дебатов, в ходе которых обсуждается различие между искусством и вандализмом.

## Примеры
Одним из ярчайших примеров арт-интервенции служит акция, проведённая в 2002 году Музеем нового искусства в Детройте. Арт-интервенция называлась «Бабах!» и сопровождалась следующим объявлением: «В ходе выставки посетителям музея будет предложено разбивать, ронять, бросать и разрезать предметы искусства…». Шоу было рассчитано на два месяца, но к концу первой ночи выставка подверглась полному разрушению со стороны посетителей. Гости не пожалели даже пьедесталы и настенные полки. Тем не менее, руководство музея сочло этот результат колоссальным успехом. Эта арт-интервенция является отсылкой к акции дадаистов. В одном из их шоу посетители приглашались к уничтожению экспонатов с помощью топора.
Другим примером арт-интервенции служит провокационная работа современного китайского художника и архитектора Ай Вэйвэя, который нанёс на древнейшую вазу династии Хань логотип Coca-Cola. Однако этой вазе повезло куда больше, чем другой реликвии той же династии — урне, которая в ходе проекта Ай Вэйвэя упала и разбилась.
В 1994 году художник Дэмьен Хёрст курировал шоу Some Went Mad, Some Ran Away («Кто-то сошёл с ума, кто-то сбежал прочь») в галерее Серпентайн в Лондоне, где он выставил экспонат «Вдали от стада», представлявший собой сосуд с формальдегидом, в котором была помещена мёртвая овца. Другой художник, Марк Бриджер, пришёл и налил чёрные чернила в него и тем самым превратил экспонат Хёрста в свой собственный под названием «Чёрная овца». Однако этот инцидент закончился для Бриджера весьма печально — судом, обвинением в акте вандализма и двумя годами условного заключения.
Яркий случай несанкционированной арт-интервенции, которая не нанесла ущерба, но всё же привела к обвинению, произошёл 25 октября 1999 года. Два китайских художника — Цай Юань и Си Цзяньцзюнь — прыгнули на инсталляцию художницы Трейси Эмин «Моя постель», будучи голыми по пояс, объяснив это тем, что дополнили работу Эмин и сделали её интереснее.
В 1997 году художник Александр Бренер нарисовал на картине Казимира Малевича «Супрематизм», выставлявшейся в амстердамском музее современного искусства, огромный зелёный знак доллара. За эту арт-интервенцию художник получил по решению суда пять месяцев тюремного заключения плюс пять месяцев условно.
В 2003 году Джейк и Динос Чепмен прикрепили клоунские и другие «смешные» лица на серию гравюр Франсиско Гойи «Бедствия войны». Затем Чепмены добавили головы монстров к «Капричос» Гойи и в 2005 году выставили гравюры в галерее «Белый куб» под названием «Как пёс возвращается в свою блевотину». Подобно другим арт-интервентам, они утверждали, что таким образом улучшили оригинал. «Вы не можете разрушать что-то, сделав его более дорогим» — заявили Чепмены. Тем не менее, Динос отметил одну проблему: «Иногда трудно сделать оригинальные гравюры Гойи ещё отвратительнее; на одной я обнаружил ведьму, домогавшуюся ребёнка».
В октябре 2018 года авторская копия граффити Бэнкси «Девочка с воздушным шаром» самоуничтожилась во время продажи на аукционе «Сотбис». Это стало возможным благодаря вмонтированному в произведение шредеру. За считанные секунды до уничтожения картина была продана на аукционе за £ 1 млн.

## Искусство или вандализм?
В сущности, каждая арт-интервенция — это вызов или по крайней мере комментарий, связанный с более ранней работой или темой этой работы, а также с ожиданиями определённой аудитории, и, будучи полностью реализованным в одностороннем порядке, он, скорее всего, не будет воспринят властью как искусство, а расценён как нежелательное действие, если вообще не проявление вандализма.
Правоохранительным органам не всегда просто отделить арт-интервенцию от преступного вандализма. Авторов арт-интервенций нередко обвиняют в дурновкусии на грани китча. Художественная ценность арт-интервенции во многом зависит от точки зрения зрителя. Иногда арт-вандализм используется для выражения политического протеста. Как правило, внезапные вторжения в существующие произведения искусства не воспринимаются публикой как искусство, пока кто-нибудь не начнёт характеризовать их как перформанс.